# Портола Хилс (Калифорнија)
Портола Хилс (енгл. Portola Hills) град је у америчкој савезној држави Калифорнија.

## Демографија
По попису из 2000. године број становника је 6.391.
| Група             | 2000.         | 2010.    |
| Белци             | 4.998 (78,2%) | 0 (0,0%) |
| Афроамериканци    | 104 (1,6%)    | 0 (0,0%) |
| Азијати           | 432 (6,8%)    | 0 (0,0%) |
| Хиспаноамериканци | 641 (10,0%)   | 0 (0,0%) |
| Укупно            | 6.391         | 0        |